# Cabrera (eiland)
Cabrera is het hoofdeiland van de Cabrera Archipel, een groep van kleine eilanden in de Middellandse Zee ten zuiden van Mallorca in de bij Spanje behorende Balearen. De eilandengroep werd in 1991 als nationaal park aangewezen.

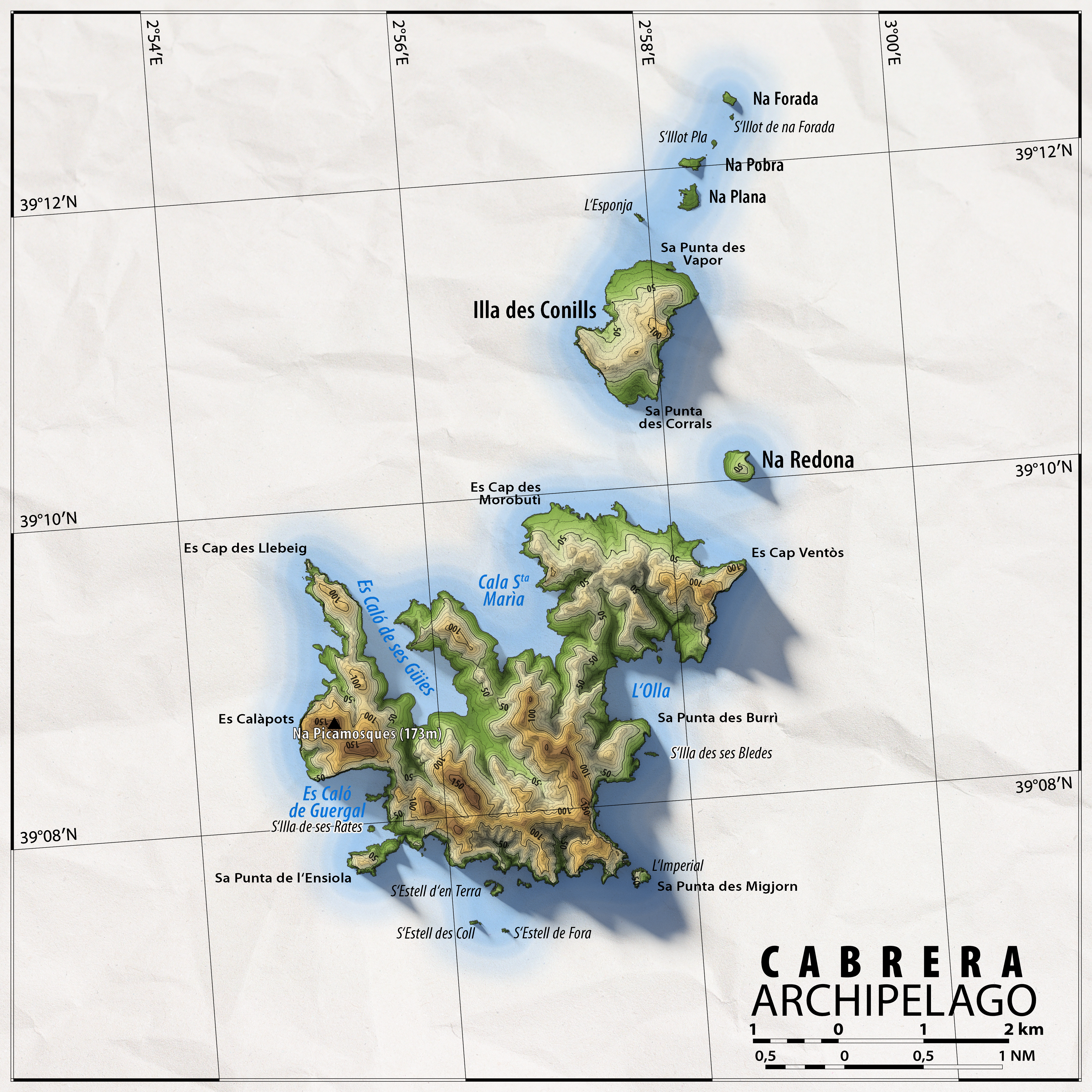
Topografische kaart van de Cabrera-archipel

## Historie
Tijdens de napoleontische oorlogen werden er in totaal 9 000 Franse gevangenen gehuisvest, waarvan er slechts 3 600 overleefden. Tot in de jaren 1980 was het eiland militair gebied, hoewel er ook enige landbouw plaatsvond.

## Natuurgebied
Cabrera is sinds 1991 een beschermd nationaal park van 10 000 hectare, waar veel vogel- en andere diersoorten te vinden zijn. Het park is toegankelijk onder leiding van een gids. Vanaf het dorp Colonia de Sant Jordi kan een boottocht rond het eiland worden gemaakt. Om met een eigen boot het eiland te bezoeken is een vergunning nodig. In 2019 werd het park uitgebreid met open zeegebied tot een oppervlakte van 90 000 hectare.

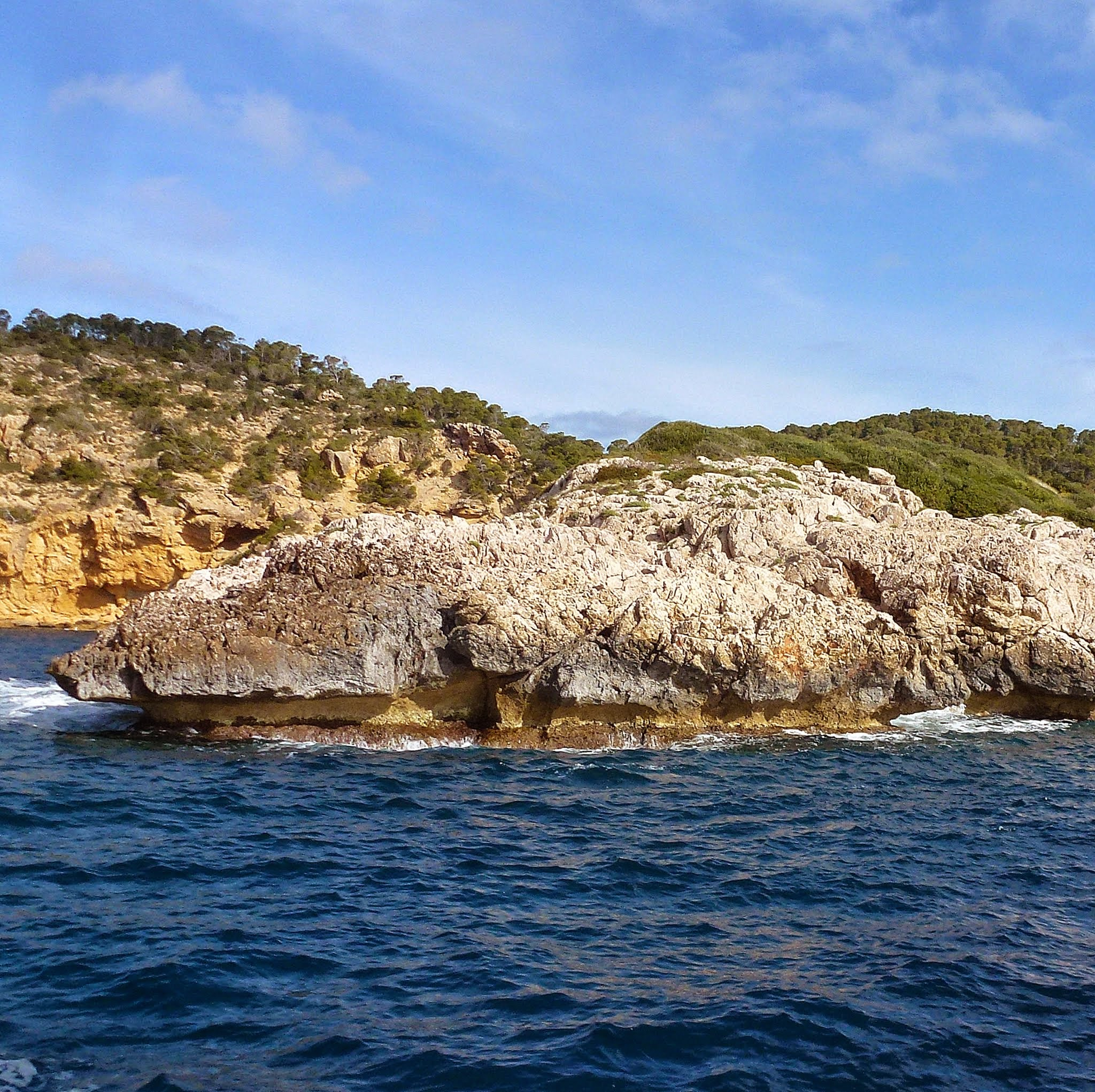
De rots S'Illa des Fonoi voor de kust van Cabrera
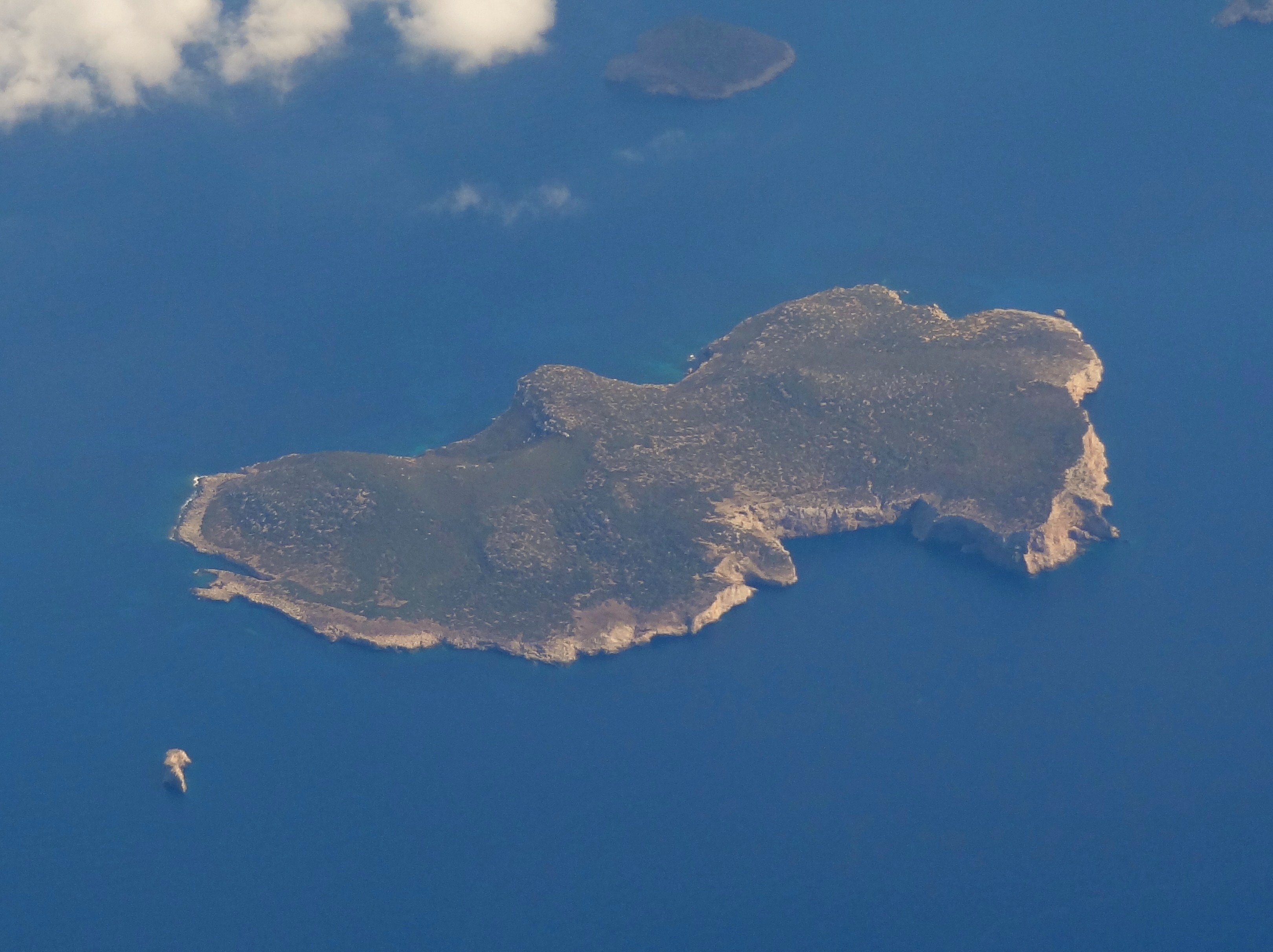
Het tot de Cabrera Archipel behorende eilandje Conills of Conejera
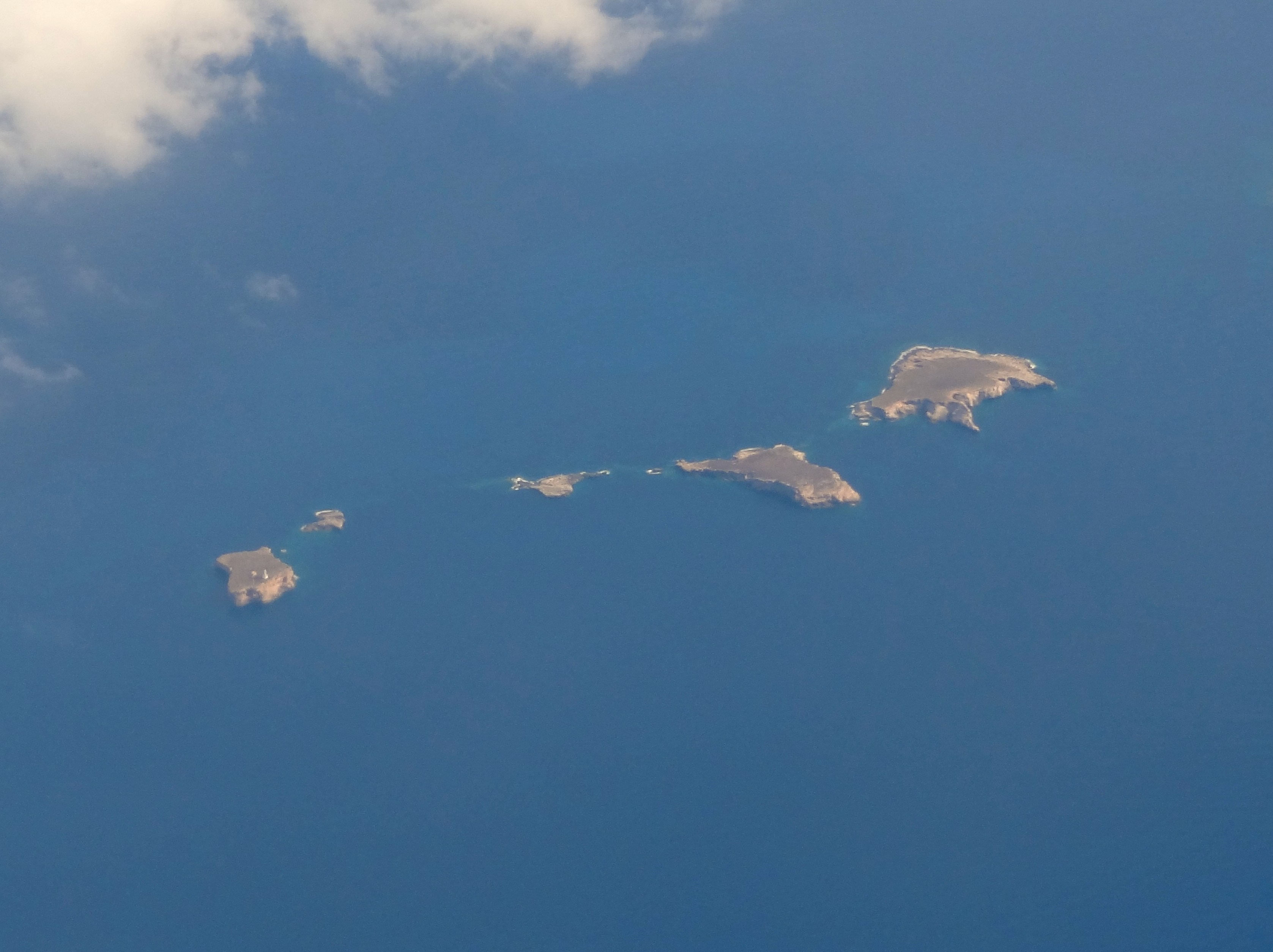
Tot de Cabrera Archipel behorende eilandjes Na Foradada, S’Illot de na Foradada, S’Illot Pla, Na Pobra en Na Plana
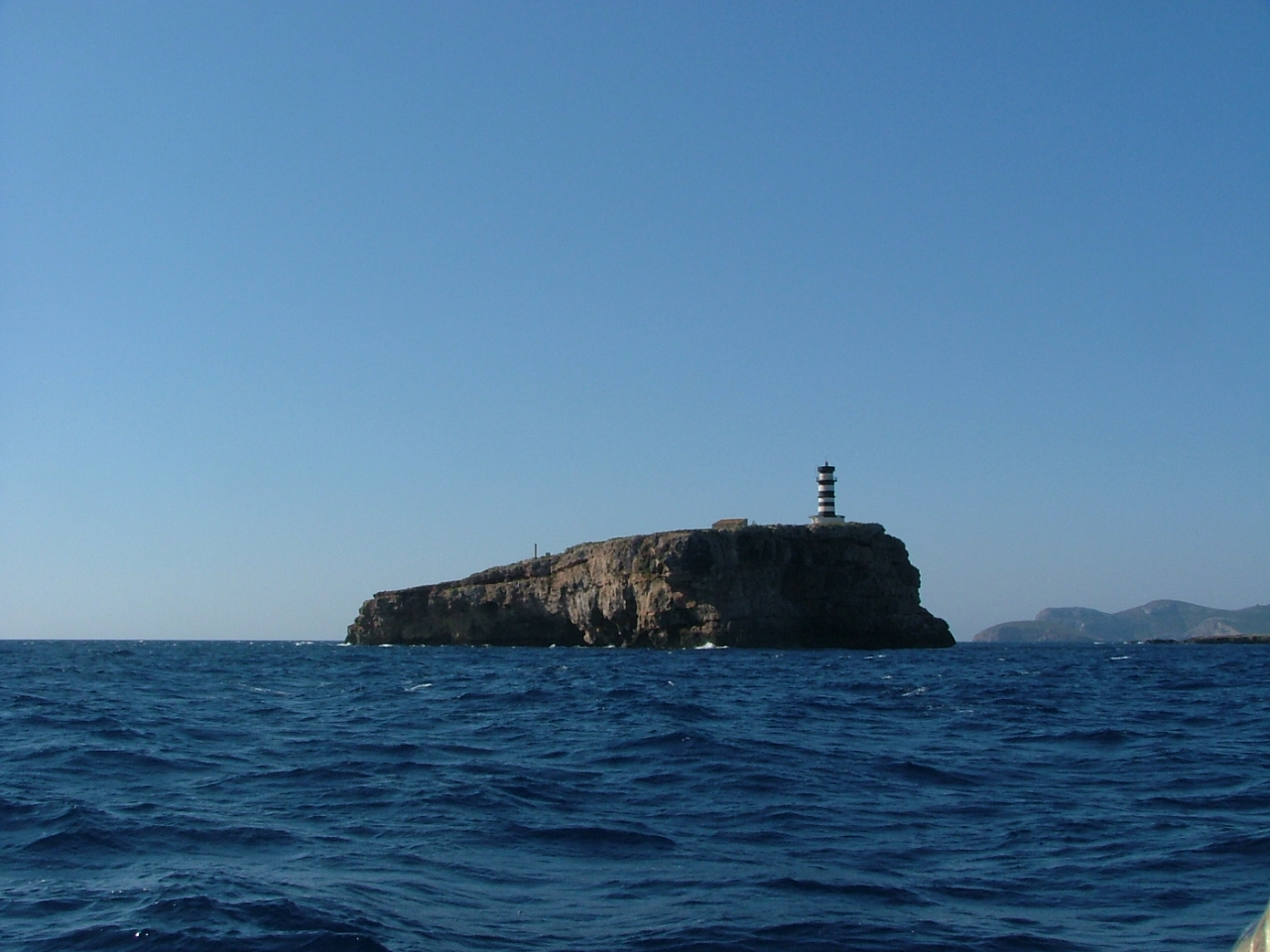
Het eilandje Na Foradada
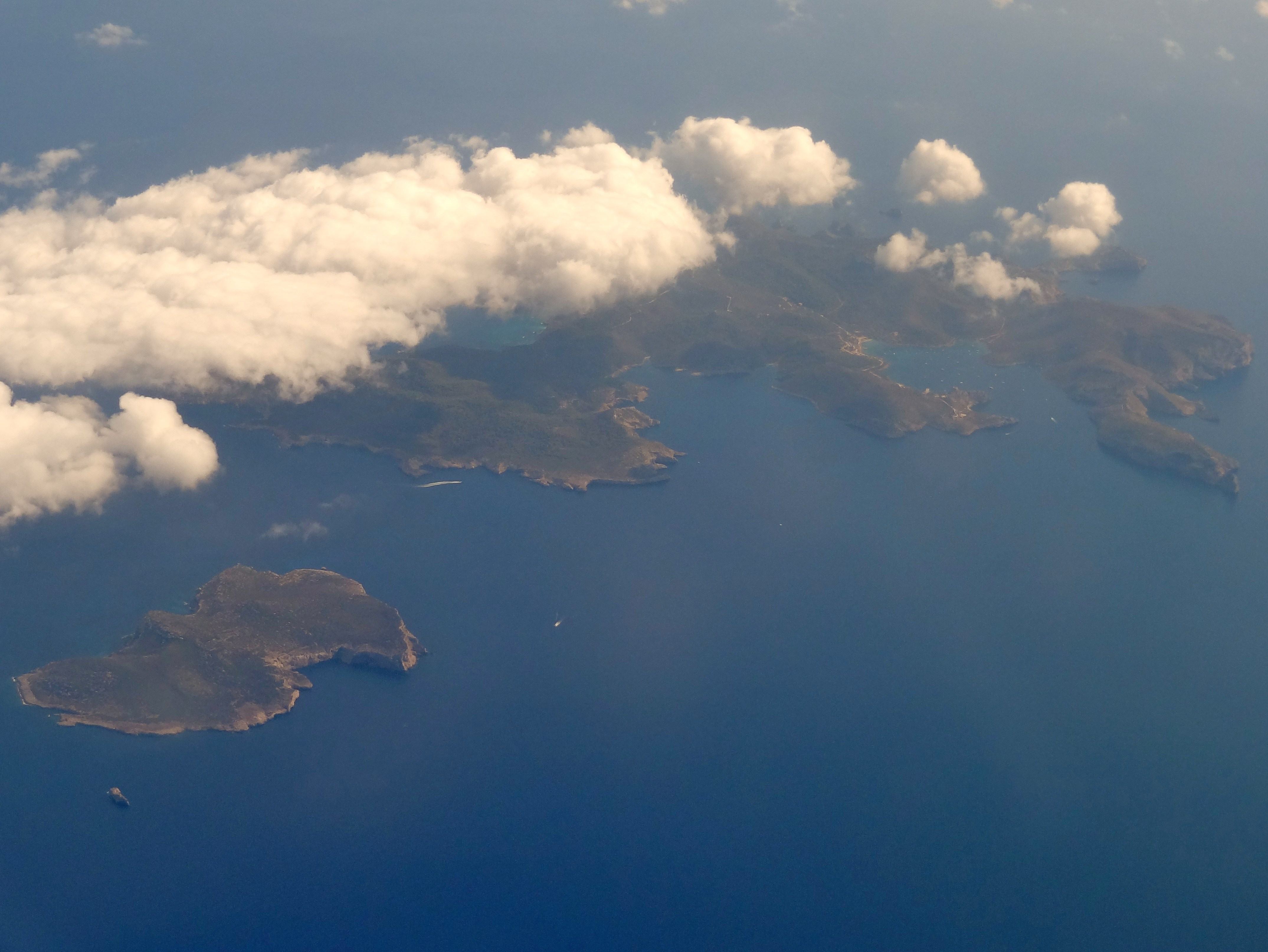
De eilanden Conills (linksonder) en Cabrera
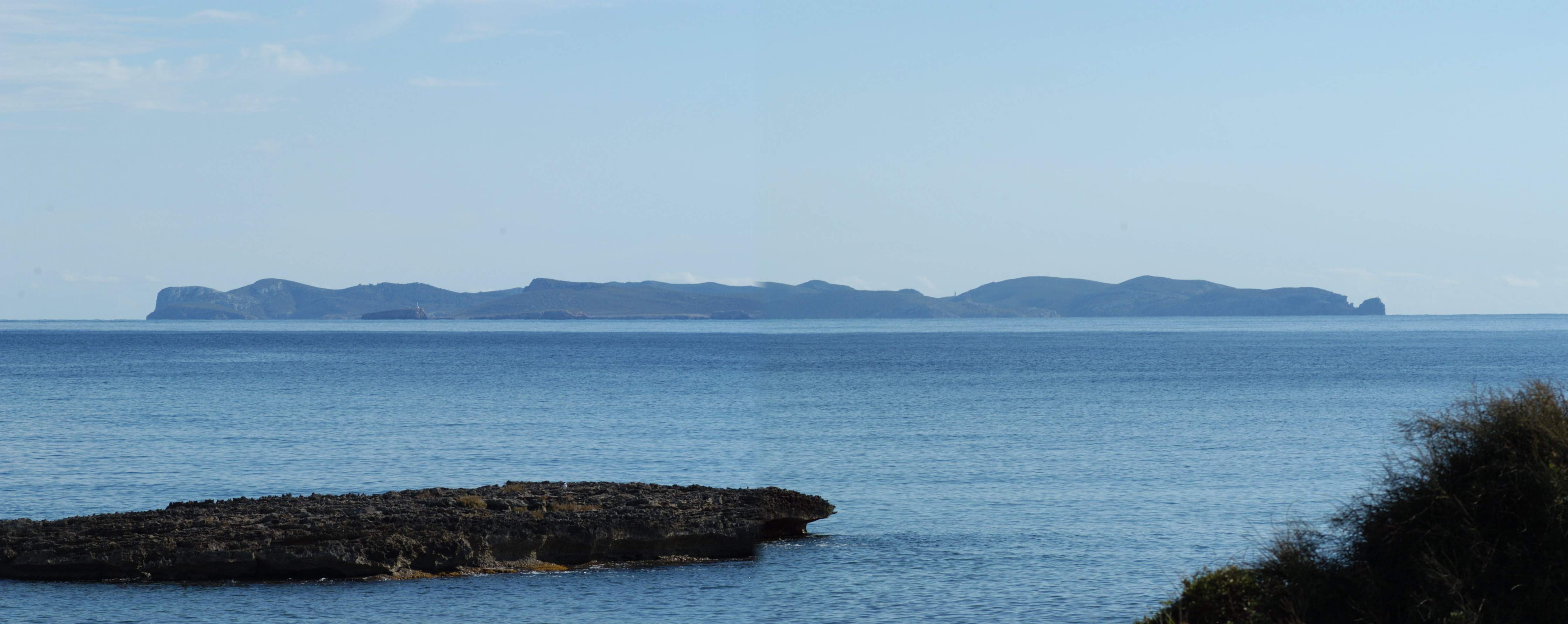
Gezicht op Cabrera
Het tot de Cabrera Archipel behorende eilandje Na Redona